# Winifred
Winifred – miasto w Stanach Zjednoczonych, w stanie Montana, w hrabstwie Fergus.